# Методий Жерев
Методий е български духовник, архимандрит, игумен на Рилския манастир (1972 – 1976).

## Биография
Роден е на 25 март 1909 година в неврокопското село Ковачевица, в бедно семейство със светското име Орфан Стоилов Жерев. Завършва педагогическата гимназия в Неврокоп, след което Богословския факултет на Софийския университет. През 1934 година Орфан приема монашество под името Методий. След като е ръкоположен за дякон е изпратен за секретар на Рилската света обител. През есента на същата година приема ново послушание и става учител-възпитател в Софийската духовна семинария. Ръкоположен е за йеромонах от митрополит Борис Неврокопски, а от 1938 година до 1944 година е протосингел на Сливенската епархия. Въздигнат е за архимандрит през 1939 година. От 1944 до 1948 година е протосингел на митрополит Стефан Софийски. След това е изпратен в Москва като официален представител на Българската православна църква към Московската патриаршия. След завръщането му в България отново е протосингел в Сливенската митрополия, после възпитател в Духовната академия.
От 1957 до 1973 година е предстоятел на руско православно подворие „Свети Николай“ в София. През тази година е подменена старата отоплителна система и храмът е свързан към градската топлофикация. През 1970 година куполите на църквата са покрити с позлата. При управлението на архимандрит Методий подворието няма нито енорийски съвет, нито ревизионна комисия, нито църковен предводител, нито касиер-счетоводител и състоянието на финансите не е публично.
От 1972 до 1976 година архимандрит Методий е игумен на Рилския манастир, а от 1976 до 1979 година ръководи културно-просветния отдел на Светия синод.
Умира на 4 март 1993 година в София, където е погребан.

## Публикации
- Дело святых первоучителей славянства // Журнал Московской Патриархии. 1959. — № 9. — С. 67-69.
- Святой равноапостольный Борис, просветитель болгарского народа (к 1100-летию Крещения Болгарии) // Журнал Московской Патриархии. 1965. — № 8. — С. 47-52.
- Отец Йоан Кронщадски 1829 - 1909. Синодално издателство, София 1957.
- Отче наш. Синодално издателство, София 1975.
- Святая Русь (к 1000-летию Крещения Руси) // Журнал Московской Патриархии. 1989. — № 2. — C. 79.
- За календарната реформа. 2007. - 126 с. - ISBN 978-954-8856-01-0
- Преподобни Йоан Рилски. Синодално издателство, 2018. ISBN 978-954-8398-75-6
- Осъществяване на богоподобието // Списание "Духовна култура", 1982, кн. 4, С. 4-13.
- Плодовете на Светия Дух // Списание "Духовна култура", 1982, кн. 6, С. 1-11.
- Апостолският събор и спорът между светите апостоли Петър и Павел в Антиохия // Списание "Духовна култура", 1982, кн. 7, С. 1-11.
- Тайната на кръста // Списание "Духовна култура", 1982, кн. 9, С. 13-29.
- Отец Иоанн Кронштадтский. 1829-1908: Жизнеописание, воспоминания современников, чудеса, выписки из дневников, почитание. - М., Издательство Московской Патриархии РПЦ, 2019. - 432 c. - ISBN 978-5-88017-757-8